# Rondchâtel
Rondchâtel ist ein Ort in der politischen Gemeinde Péry-La Heutte im Schweizer Kanton Bern.

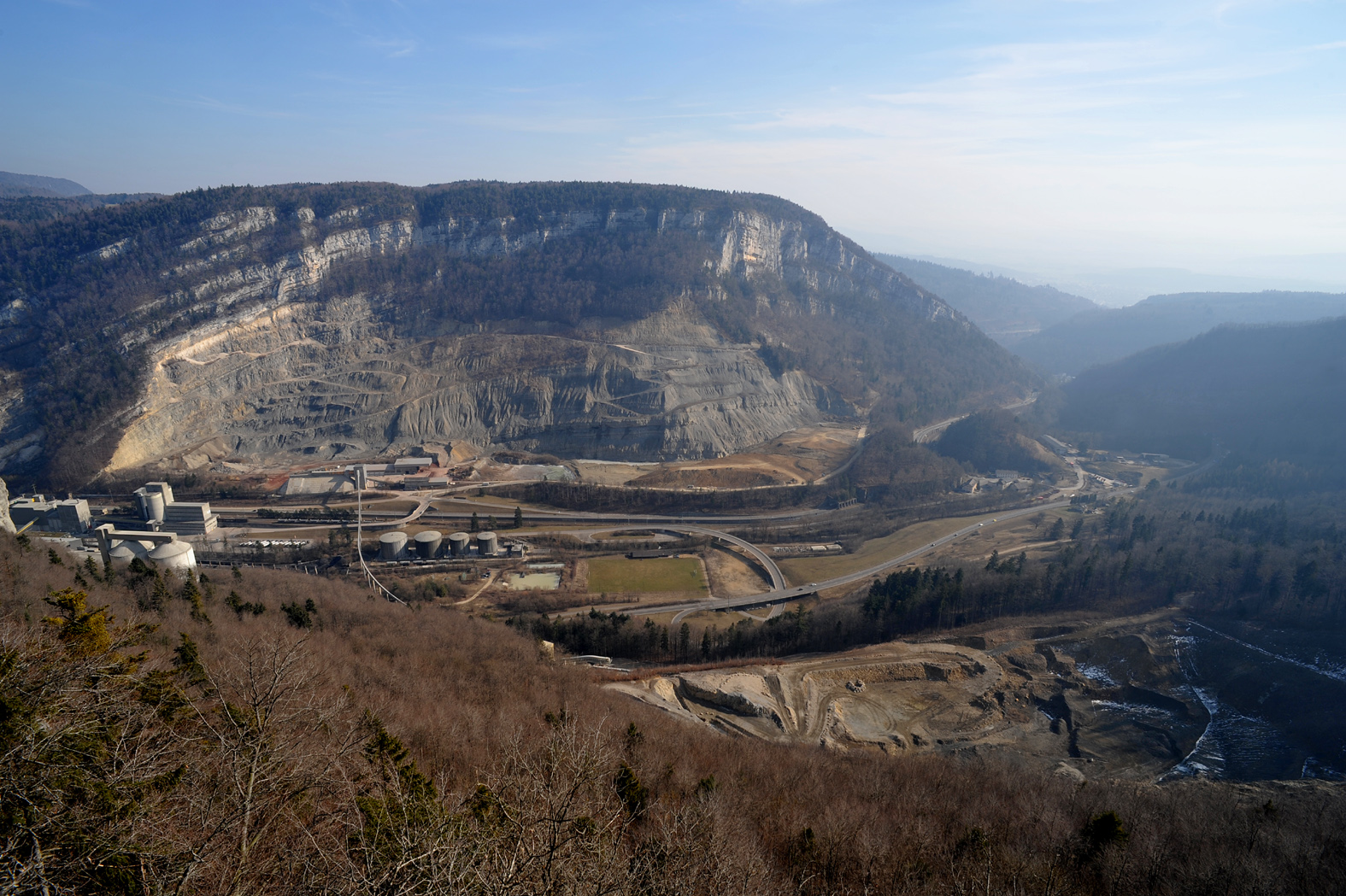
Rondchâtel

## Geografische Lage
Rondchâtel liegt südlich von Reuchenette und oberhalb der Klus von Rondchâtel auf 580 m ü. M. an der Schüss im Berner Jura.

## Geschichte

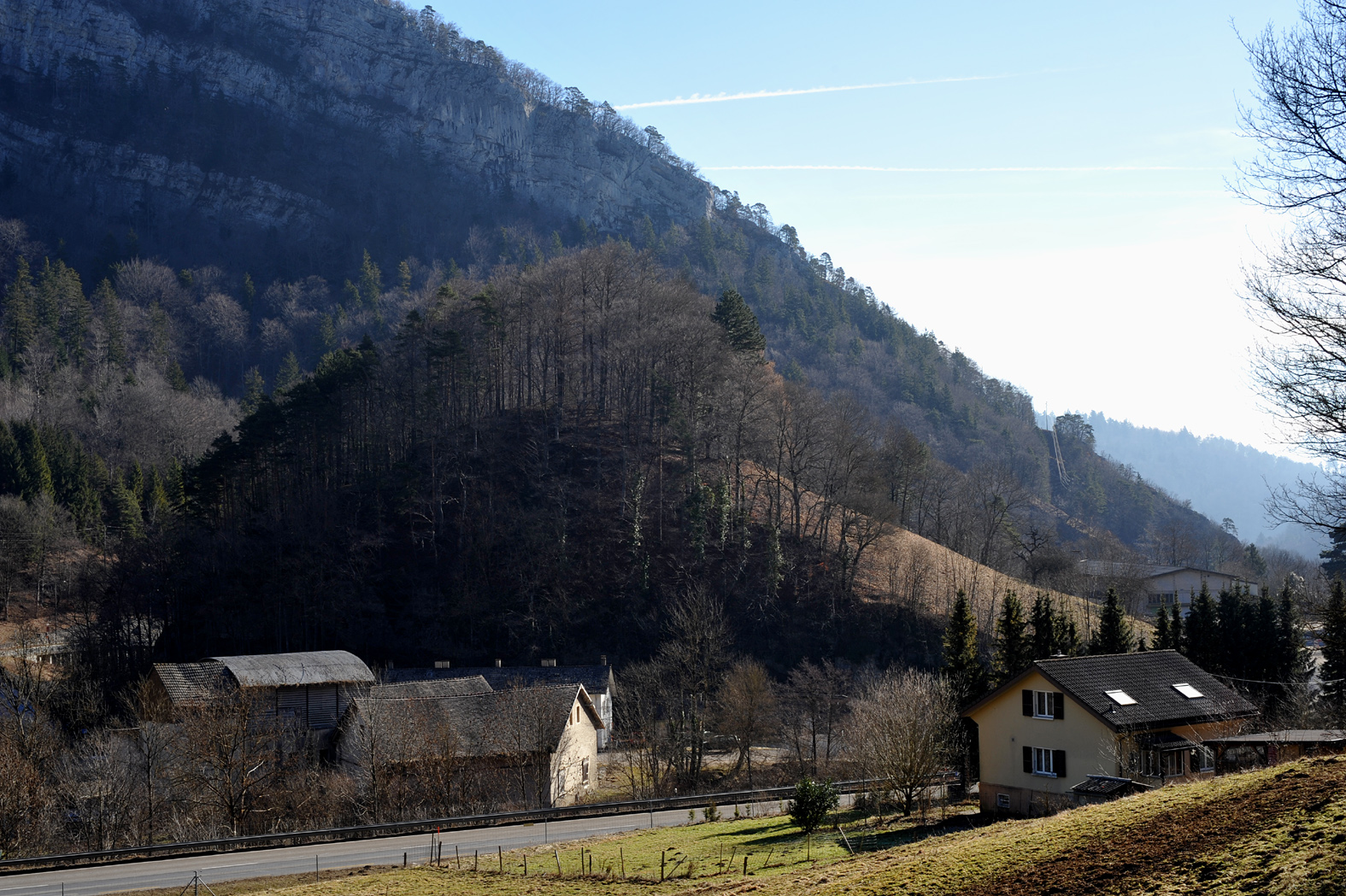
«Burghügel» von Rondchâtel

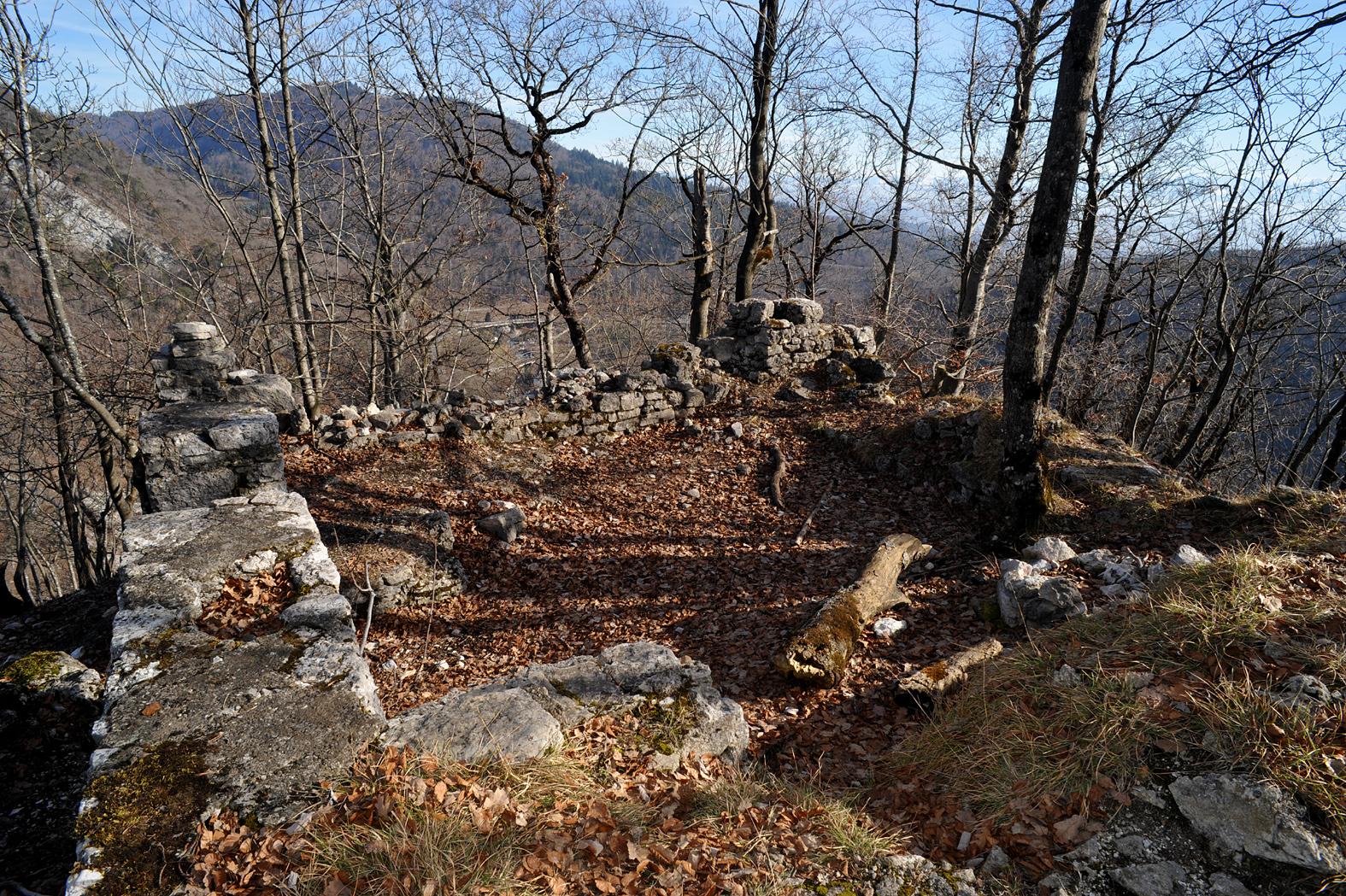
Römischer Wachtturm auf dem Geissrücken

Namensgeber des Ortes ist eine vermutete Burg auf dem Hügel in Talmitte, deren Existenz aber nicht nachgewiesen ist. Schon die Römer hatten entlang ihrer Strasse Befestigungen gebaut. Man nimmt an, dass auf dem Hügel in Rondchâtel ein römisches Kastell bestand. Die Spitze des Hügels ist von einer terrassenförmigen Stufe umgeben. Konkrete Reste aus römischer Zeit finden sich ausgangs der Klus bei Frinvillier, am Osthang die Karrenspuren beim Martinsklafter, westlich die Grundmauern eines Wachturms auf einem Felssporn am Geissrücken, von dem aus man das ganze Tal von Reuchenette im Norden bis in die Taubenlochschlucht im Süden überschaut.
Die französische Ortsbezeichnung Rondchâtel (deutsch Runde Burg) wird erstmals 1393 in einem lateinischen Dokument erwähnt, das sich in den Archiven des Bistums Basel befindet. Das Dokument nennt Wilhelm von Orsans, Herr von Rondchâtel, der ein Lehen der Kirche von Basel in Orwen hält.

## Wirtschaft
Als die Compagnie du Jura bernois 1874 die Bahnstrecke von Biel nach Sonceboz eröffnete, baute der Franzose Constant Peck eine Kalk- und Zementfabrik. Diese ist bis heute in Betrieb und gehört seit 1902 zur Vigier AG. 1882 gründete Oscar Miller, Direktor der Papierfabrik Biberist, ein Holzschliffwerk, das seinen Betrieb jedoch zu Beginn des 21. Jahrhunderts einstellte.

## Gemeindefusions-Projekt
Rondchâtel ist der Name eines Fusionsprojekts von sechs Gemeinden im Berner Jura, das am 1. Juni 2008 in der Volksabstimmung scheiterte.
Das Projekt hätte die sechs Gemeinden Orvin, Péry, La Heutte, Vauffelin, Romont und Plagne zu einer neuen Gemeinde mit 4000 Einwohnern im Bas Vallon bei St-Imier vereinigt. Laut Medienberichten wehrte sich ein Komitee gegen die Fusion. Es kritisierte insbesondere mangelhafte Information der Bevölkerung über das Projekt. Auch die Steuerbelastung war ein Thema, und ein Verlust an Demokratie wurde befürchtet.